# Нобелов центар за мир
Нобелов центар за мир (норв. Nobels Fredssenter) у Ослу, Норвешка, представља изложбени простор за Нобелову награду за мир и идеале које она представља. Центар је такође арена у којој се спајају култура и политика како би се промовисало учешће, дебата и размишљање о темама као што су рат, мир и решавање сукоба.  Центар се налази у Ослу, Норвешка, на „Трг градске куће“ ( Rådhusplassen). 

## Историја
Нобелов центар за мир отворио је 2005. године Његово Величанство краљ Харалд V Норвешки на церемонији којој су присуствовале краљевске породице Норвешке и Канаде. Био је присутан и добитник Нобелове награде за мир Вангари Матаи. Центар прима око 250.000 посетилаца годишње и један је од најпосећенијих музеја у Норвешкој. Нобелов центар за мир налази се у бившој згради Oslo Vestbanestasjon (Западна железничка станица у Ослу). Зграду некадашње станице из 1872. године нацртао је архитекта Georg Andreas Bull (1829–1917). Престала је да се користи као железничка станица 1989. године. Гледа на луку и налази се у близини Градске куће у Ослу где се сваког 10. децембра одржава церемонија доделе Нобелове награде за мир, у знак сећања на смрт Алфреда Нобела.  
Британски архитекта David Adjaye је одговоран за креативни дизајн центра, укључујући његове шеме боја; амерички дизајнер David Small развио је своје хај тек инсталације. Нобелов центар за мир финансира норвешко министарство културе, приватни спонзори и уписнине. Привремене изложбе су у потпуности спонзорисане. 
Центар представља добитнике Нобелове награде за мир и њихов рад, уз причу о Алфреду Нобелу и другим Нобеловим наградама. Ово се ради коришћењем мултимедијалне и интерактивне технологије, изложби, састанака, дебата, позоришта, концерата и конференција, као и широким образовним програмом и редовним вођеним турама. 
Нобелов центар за мир је фондација и део мреже Нобелових институција које екстерно представља Нобелова фондација, која такође управља информативним активностима и аранжманима око доделе Нобелове награде. Kjersti Fløgstad је директорка Нобеловог центра за мир. Олав Њолстад је председник одбора центра, који је именовао Норвешки Нобелов комитет.